# Donas

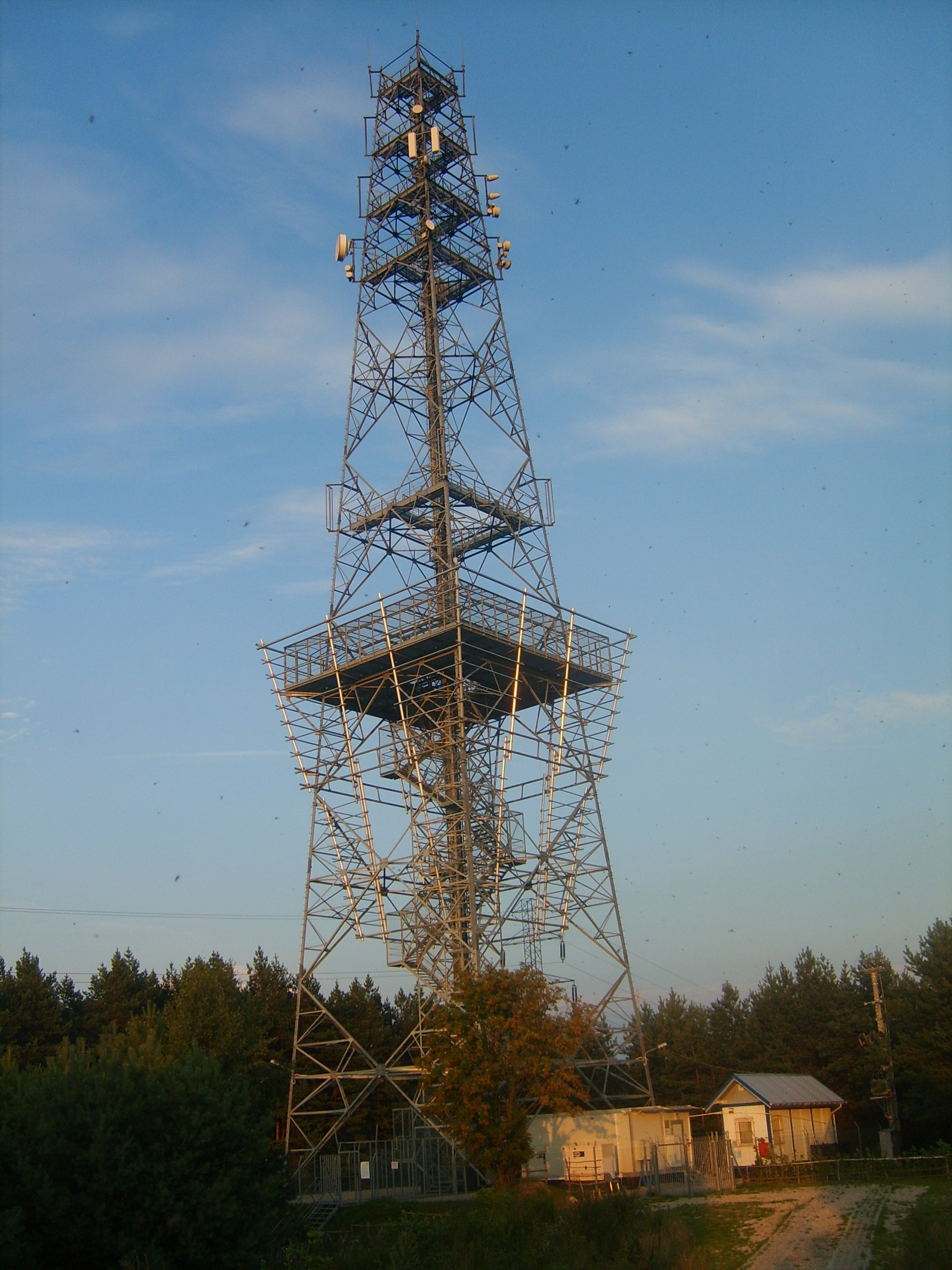
Wieża telekomunikacyjna wraz z tarasem widokowym pośrodku

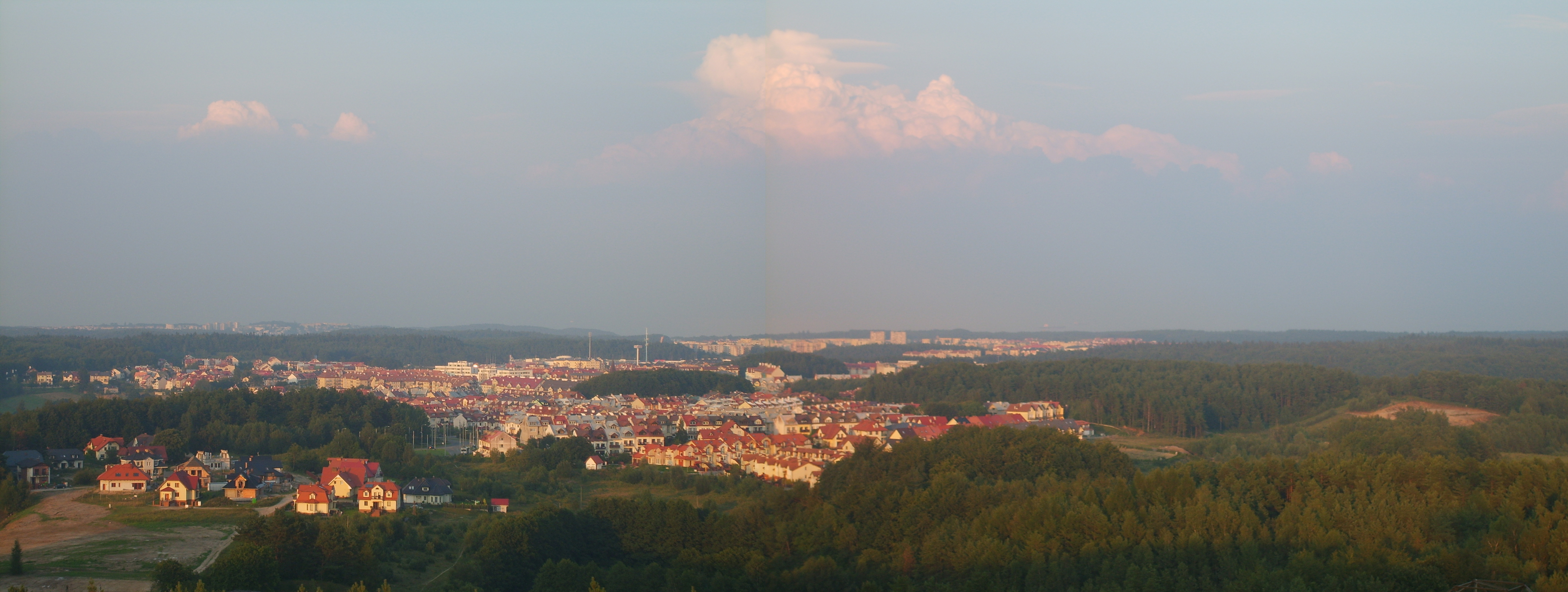
Widok z wieży na Gdynię

Donas – wzgórze o wysokości 206,5 m n.p.m. na Pojezierzu Kaszubskim, będące najwyżej położonym punktem Gdyni, w dzielnicy Dąbrowa. Jest to najwyższe wzniesienie moreny czołowej w mikroregionie Moreny Chwaszczyńskiej. Wzgórze ma dwa wierzchołki: wyższy zachodni o wysokości 206,5 m, całkowicie zalesiony oraz niższy wschodni (z wieżą telekomunikacyjną) o wysokości 205,6 m.
W czasie II wojny światowej Donas jako najwyższy punkt w okolicy była punktem obserwacyjnym. Najważniejsze wydarzenia miały miejsce 15–18 marca 1945 roku, kiedy wojska radzieckie zwycięsko zaatakowały broniących okoliczne wzgórza Niemców.
Na szczycie wzniesienia Donas znajduje się wieża telekomunikacyjna Orange, na której znajduje się platforma widokowa, powstała w ramach współpracy PTK Centertel z Urzędem Miasta Gdyni. Wysokość wieży wynosi 70 m, natomiast taras widokowy znajduje się na wysokości 26,5 m.
Po północno-zachodniej stronie Donasu (niedaleko wieży) znajduje się jedyny istniejący protestancki cmentarz w Gdyni, którego powstanie datuje się na połowę XIX w. Cmentarz służył mieszkańcom Dohnasbergu (niemiecka nazwa dla późniejszej Kolonii Chwaszczyńskiej). Ostatni potwierdzony pochówek na nekropolii miał miejsce w 1942 r., grób wtedy pochowanego Augustyna Leibrandta zachował się. Na granicach cmentarza znajdują się, m.in. około 150-letnie lipy.
Nieopodal wzgórza znajduje się najwyższy w województwie pomorskim maszt antenowy w Chwaszczynie. Jest to najwyższa konstrukcja w województwie.
Wzniesienie jest również najwyższym punktem Trójmiasta.